# Mi-n-na GENKI
Mi-n-na GENKI è l'unico album dal vivo della cantante giapponese Takako Ohta, pubblicato il 25 novembre 1985.

## Promozione
Lo stesso giorno di uscita dell'album live sono usciti Koi shitara derikashī e Dancin'Walkin' come singolo anche in versione studio. Negli album della cantante sono state pubblicate rispettivamente nella raccolta Golden Best del 2004 e nel doppio album Best Sellection del 1986, oltre che nell'edizione di Mi-n-na GENKI presente nel cofanetto Tokuma Japan Years 1983-1989 CD&DVD Complete Box. In quest'ultima i due brani sono stati pubblicati anche in versione strumentale.

## Tracce
1. Beautiful shock (美衝撃(ビューティフル・ショック?) (testo: Tomoko Aran – musica: Tetsuro Oda)
2. Anata ni ichiban kiku kusuri (あなたに一番効く薬?) (testo: Kumiko Tomoi – musica: Ryo Matsuda)
3. Dancin'Walkin (testo: Tomoko Aran – musica: Etsuko Yamakawa)
4. Long good-bye (testo: Eiko Yamane – musica: Yoshiyuki Sahashi)
5. One more time (testo: Tomoko Aran – musica: Tsunehiro Izumi)
6. For You - ai anata ni - (For You －愛あなたに－?) (testo: Tomoko Aran – musica: Tsunehiro Izumi)
7. LOVE sarigenaku (LOVE さりげなく?) (testo: Yoshiko Miura – musica: Yuichiro Oda)
8. Fushiginokuni e tsuretette- (不思議の国へ連れてって?) (testo: Tomoko Aran – musica: Kunio Matsumura)
9. Hīrō wa nakanai (ヒーローは泣かない?) (Hisayoshi Onda)
10. Heart no SEASON (ハートのSEASON?) (testo: Hisayoshi Onda – musica: Yuji Ozeki)
11. Bin kan rouge (BIN･KANルージュ?) (testo: Yuho Iwasato – musica: Toshio Kamei)
12. Koi shitara derikashī (恋したらデリカシー?) (testo: Ichiko Takehana – musica: Etsuro Wakako)